# Symplocos limoncillo
Symplocos limoncillo är en tvåhjärtbladig växtart som beskrevs av Alexander von Humboldt och Bonpl. Symplocos limoncillo ingår i släktet Symplocos och familjen Symplocaceae. Inga underarter finns listade i Catalogue of Life.